# Eleutherodactylus turumiquirensis
The Ranita Nublada Del Turumiquire (Eleutherodactylus turumiquirensis) là một loài ếch trong họ Leptodactylidae. Chúng là loài đặc hữu của Venezuela.
Môi trường sống tự nhiên của nó là các khu rừng vùng núi ẩm nhiệt đới hoặc cận nhiệt đới và hang. Loài này đang bị đe dọa do mất môi trường sống.